# Wonder Woman 1984
Wonder Woman 1984, auch als WW84 abgekürzt, ist ein US-amerikanischer Superheldenfilm, der 2020 erschien. Protagonistin ist die Comicfigur Wonder Woman des Verlages DC Comics. Der Film ist die Fortsetzung zu Wonder Woman aus dem Jahr 2017 und ist Teil des DC Extended Universe. Es ist nach Batman v Superman: Dawn of Justice, Wonder Woman und Justice League die vierte Kinoverfilmung mit der Amazonenprinzessin Diana Prince, die hinter Wonder Womans Identität steckt, und ist die zweite Soloadaption dieser Figur für das Kino. Regie führte erneut Patty Jenkins.

## Handlung

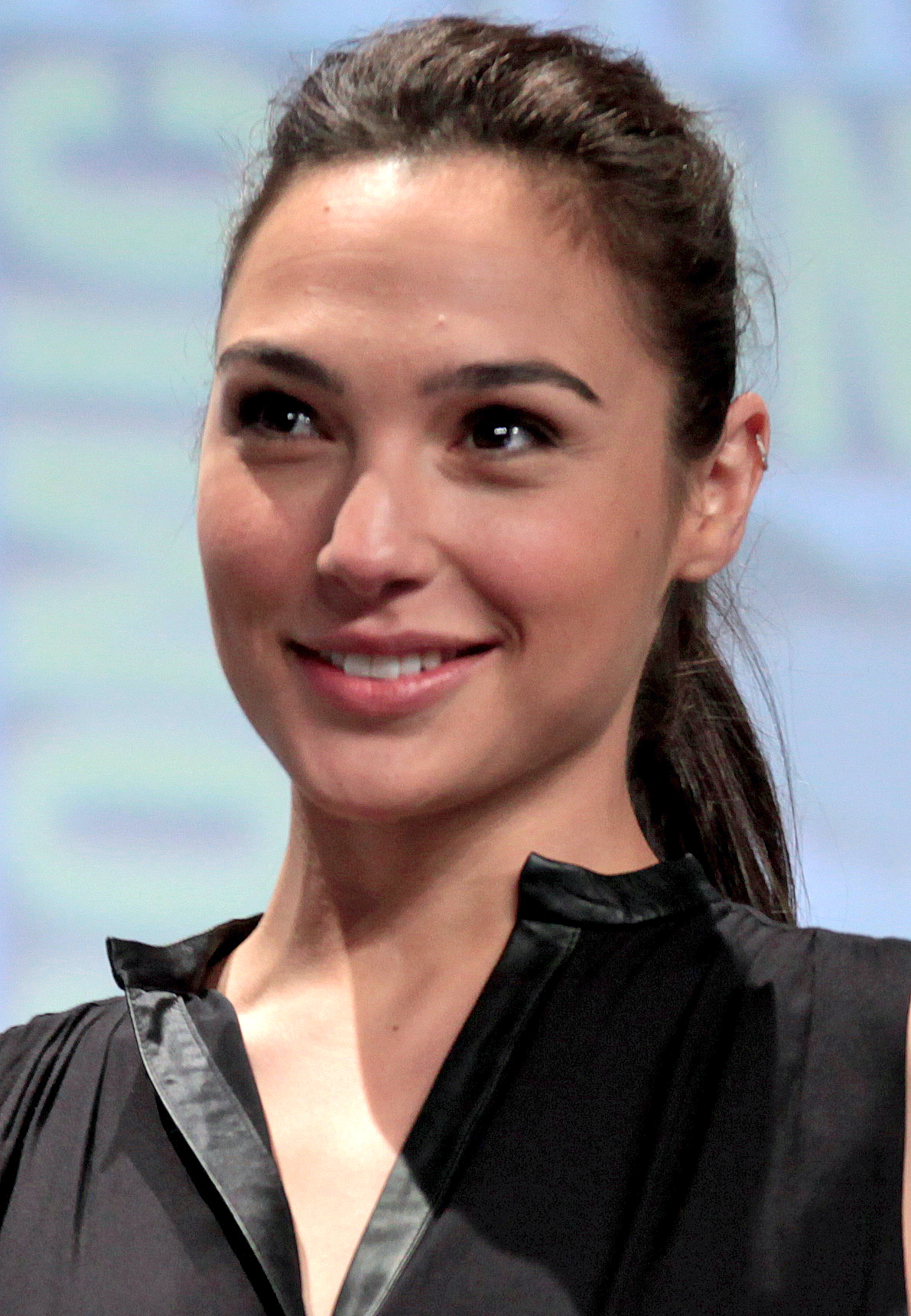
Gal Gadot spielt Wonder Woman (San Diego Comic Con 2014)

Diana Prince denkt an eine Lektion, die sie im magischen Land ihrer Kindheit gelernt hat, als sie bei einem Wettbewerb der Krieger-Amazonen kurz vor dem Ziel schummelte und von ihrer Ausbilderin Antiope ausgebremst und zurechtgewiesen wird. Sie erklärt Diana, dass sie erkennen muss, dass nur die Wahrheit in ihrem Leben zählt und Diana noch nicht reif genug ist, diesen Wettbewerb zu gewinnen. Es sei aber keine Schande, da sie noch viel lernen muss, auch, dass kein wahrer Held je aus Lügen geboren wurde. Königin Hippolyta tröstet Diana und verspricht ihr, dass ihre Zeit kommen wird.
1984 rettet Wonder Woman eine Joggerin, danach eine Braut, die durch Unachtsamkeit einiger Kinder von einer Brücke gestoßen wird. In einem Einkaufszentrum vereitelt sie einen Raubüberfall, während Maxwell Lord, ein windiger Unternehmer, den Menschen in einem TV-Spot verspricht, dass all ihre Wünsche in Erfüllung gehen können; sie müssten dafür nur Aktien seines Unternehmens kaufen. Privat lebt Diana allein, ihr Apartment wirkt verlassen, sie hat keine Freunde, geht allein zum Diner und hat den Tod von Steve Trevor noch immer nicht überwunden.
Die unsichere und tollpatschig wirkende Wissenschaftlerin Barbara Ann Minerva lernt Diana im Smithsonian Institute in Washington, D.C. kennen, in dem Diana als leitende Anthropologin arbeitet. Barbara, neu eingestellt, bekommt an einem ihrer ersten Arbeitstage gleich eine verantwortungsvolle Aufgabe zugeteilt. Sie soll für das FBI eine Reihe von Artefakten analysieren, die aus dem vereitelten Raubüberfall sichergestellt wurden. Darunter befindet sich auch ein Kristall mit einer beschrifteten Metalleinfassung. Diana bietet ihre Hilfe an. Als ein anderer Wissenschaftler im Vorbeigehen den Stein berührt und sich einen Kaffee wünscht, erscheint kurz darauf ein weiterer mit Kaffeebechern in der Hand, was Diana nachdenklich stimmt. In ihren Gedanken, und den Stein in ihren Händen haltend, wünscht sie sich, dass sie wieder mit Steve vereint sein könnte. Auf dem Heimweg rettet Diana Barbara vor einem handgreiflich werdenden Mann. Barbara, die im Büro Überstunden macht, wünscht sich, den Stein berührend, so selbstbewusst zu werden wie Diana. Barbara ist im Büro eingeschlafen und als sie am nächsten Morgen erwacht, sind die Kollegen plötzlich alle sehr aufmerksam, machen ihr Komplimente. Selbst die Chefin des Instituts freut sich über Barbaras Anwesenheit und stellt ihr Maxwell Lord vor, der großes Interesse am Stein zeigt und vorgibt, das Institut durch eine Partnerschaft finanziell unterstützen zu wollen, was er auf einer am Abend geplanten Party im Institut verkünden will. Zurück in seinem riesigen, aber beinahe leerstehenden Büro, in dem er seinen zirka achtjährigen Sohn liebevoll umarmt, stellt sich heraus, dass Maxwell Lord pleite ist, seine Ölbohrungen erfolglos waren und ein Investor sein Geld zurückfordert.
Auf der Party macht Lord Barbara Komplimente, die beiden ziehen sich in ihr Büro zurück und küssen sich. Er leiht sich den Stein für private Forschungen aus. Diana lernt auf der Party einen Mann kennen, der vorgibt, Steve zu sein, doch sein Aussehen ist ihr fremd. Er beweist ihr, dass er Steve im Körper eines Anderen ist und die beiden verbringen die Nacht in Steves Apartment. Maxwell Lord hält in seinem Büro den geheimnisvollen Stein in den Händen und wünscht sich, dass er das Artefakt, der Traumstein selbst, sein will. Daraufhin zerfällt der Stein zu Staub. Er bekommt Krämpfe, erkennt aber, dass sein Wunsch in Erfüllung ging. Barbara erkennt am nächsten Morgen, dass sie über Nacht übernatürliche Kräfte bekommen hat. In einem Fitnessstudio stemmt sie mühelos große Hanteln, was die anderen Besucher in Staunen versetzt.
Allen, die von nun an Maxwell Lord berühren und einen Wunsch äußern, wird dieser Wunsch sofort erfüllt, was sich anfangs für viele Menschen positiv auswirkt, aber die Welt zunehmend ins Chaos stürzt. Steve bewundert eine Rüstung in Dianas Wohnung. Sie zeigt ihm in Verbindung des magischen Lassos, dass diese Rüstung einst einer der größten Kriegerinnen der Amazonen gehörte. Die beiden versuchen, Maxwell Lord aufzuhalten, doch der weiß sich zu wehren, wird dabei allerdings auch von Barbara unterstützt, die ihr neues Leben und ihre Kräfte nicht aufgeben will. Dianas Kräfte schwinden hingegen mehr und mehr, bis sie erkennt, dass sie Steve aufgeben muss, da jeder Wunsch einen Preis hat und ihre Kräfte der Preis für den Wunsch sind. Die Welt steht kurz vor einem Atomkrieg, da selbst der Präsident der USA sich wünscht, Amerika hätte mehr Atomraketen, die kurz danach in neu geschaffenen Silos zur Verfügung stehen. Die Sowjetunion sieht die neuen Waffen als Bedrohung und droht, gegen die westliche Welt Krieg zu führen. Da Diana durch ihre verlorenen Kräfte kaum noch die Möglichkeit hat, den Menschen zu helfen, drängt Steve sie dazu, ihren Wunsch rückgängig zu machen, da die Welt sie unbedingt braucht, auch wenn das seinen erneuten Tod bedeuten würde. Im Weglaufen ruft sie ihm zu, dass sie ihn liebt, und zieht danach ihren Wunsch zurück. Durch ihre zurückgewonnenen Kräfte beschließt Diana, sich nun Lord und Barbara zu stellen und lernt – inspiriert durch Steves Worte, warum er es liebt, Pilot zu sein – zu fliegen. Diana zieht die Rüstung der Amazonen-Kriegerin Asteria an, die ihr bei ihrem Kampf gegen Lord und Barbara helfen soll. Über eine weltweite TV-Übertragung fordert Lord die Menschen auf, sich etwas zu wünschen und verspricht, dass die Wünsche in Erfüllung gehen werden, was auch geschieht, was aber die Welt noch mehr destabilisiert. Am Ende erkennen aber alle, dass wenn sie ihren Wunsch zurückziehen, sie damit die Welt retten können. Als die Welt sich wieder normalisiert hat, trifft Diana den Mann, dessen Körper Steve innehatte. Sie lobt ihn bezüglich seines Outfits, welches sie zuvor für Steve ausgesucht hatte, worüber er sich freut.
In einer Mid-Credit-Szene rettet Asteria ein Kind vor einem herabstürzenden Strommast, was zeigt, dass sie, genau wie Wonder Woman, noch immer unter den Menschen lebt und anderen in Not hilft.

## Entstehung
| Figur                        | Darsteller       | Deutscher Sprecher |
| ---------------------------- | ---------------- | ------------------ |
| Diana Prince/ Wonder Woman   | Gal Gadot        | Sanam Afrashteh    |
| Steve Trevor                 | Chris Pine       | Nico Sablik        |
| Barbara Ann Minerva/ Cheetah | Kristen Wiig     | Katrin Fröhlich    |
| Maxwell Lord                 | Pedro Pascal     | Florian Halm       |
| Königin Hippolyta            | Connie Nielsen   | Andrea Aust        |
| General Antiope              | Robin Wright     | Irina von Bentheim |
| Carol                        | Natasha Rothwell | Elisa Bannat       |
| Babajide                     | Ravi Patel       | Marius Clarén      |
| Raquel                       | Gabriella Wilde  | Katharina Spiering |
| Alistair                     | Lucian Perez     | Emilio Sablik      |
| junge Diana                  | Lilly Aspell     | Hannah Monheim     |
| Emir Said Bin Abydos         | Amr Waked        | Tayfun Bademsoy    |
| Ronald Reagan                | Stuart Milligan  | Lutz Riedel        |
| Simon Stagg                  | Oliver Cotton    | Axel Lutter        |
| Asteria                      | Lynda Carter     | Karin Grüger       |

### Ankündigung
Am 15. Mai 2017 kündigte Zack Snyder einen weiteren Solofilm über Wonder Woman an. Allerdings war noch nicht bekannt, ob Patty Jenkins ein weiteres Mal die Regie übernehmen werde, da Warner Bros. sie nur für einen Film verpflichtet hatte. Auf der San Diego Comic-Con wurde Ende Juli 2017 offiziell bekannt gegeben, dass Warner Bros. an einer Fortsetzung zu Wonder Woman arbeite, in der Gal Gadot abermals die Hauptrolle spielen werde.

### Dreharbeiten
Die Dreharbeiten begannen am 13. Juni 2018 und endeten am 22. Dezember 2018. Gedreht wurde unter anderem in Georgetown (Washington, DC), in den Warner Bros. Studios in Leavesden, England, und an verschiedenen Orten im Distrikt Columbia und im Norden von Virginia, auch wurde im Landmark Mall in Alexandria gedreht.
Weitere Drehorte in der Umgebung von DC waren das Penn Quarter, der McPherson Square, die DAR Constitution Hall in der Nähe des Weißen Hauses, das Museum of Natural History (Smithsonian) und das Lincoln Memorial.
Amazonen-Kriegerin Asteria wird von Lynda Carter gespielt, Gadots Vorgängerin als Wonder Woman aus der gleichnamigen Fernsehserie (1975–1979).

### Postproduktion
Die Filmmusik für den Film komponierte Hans Zimmer, der bereits für die Filmmusik der DC-Filme Batman Begins, The Dark Knight, The Dark Knight Rises, Man of Steel und Batman v Superman: Dawn of Justice verantwortlich war.
Die deutsche Synchronisation entstand nach einem Dialogbuch von Klaus Bickert und unter der Dialogregie von Stefan Fredrich im Auftrag von Interopa Film.

## Veröffentlichung
Der Film kam außerhalb der USA in verschiedenen Ländern bereits ab dem 16. Dezember 2020 in die Kinos, vor allem um Raubkopien vorzubeugen, weitere Länder folgten an späteren Tagen gestaffelt. In den Vereinigten Staaten lief Wonder Woman 1984 am 25. Dezember 2020 in den Kinos an und war ab demselben Tag für einen Monat ohne Aufpreis auf HBO Max verfügbar. In Deutschland war der Film seit dem 18. Februar 2021 exklusiv auf Sky Cinema und Sky Ticket zu sehen und ist am 17. Juni 2021 in den deutschen Kinos gestartet. Bereits am 22. April 2021 erschien der Film in den Deutschschweizer Kinos. Seit 27. Mai 2022 ist der Film auch bei Amazon Prime Video per Streaming verfügbar.
Der Film befindet sich auf Platz 12 (Stand: 5. September 2023) der finanziell erfolgreichsten Filme des Jahres 2020. Die weltweiten Einnahmen belaufen sich auf rund 169,6 Millionen US-Dollar.

## Rezeption

### Kritiken
Wonder Woman 1984 erhielt ein verhaltenes Presseecho, was sich auch in den Auswertungen US-amerikanischer Aggregatoren widerspiegelt. So erfasst Rotten Tomatoes kaum mehr wohlwollende als kritische Besprechungen und ordnet den Film dementsprechend als „Gammelig“ ein. Laut Metacritic fallen die Bewertungen im Mittel „Durchwachsen oder Durchschnittlich“ aus.

### Kontroverse
Der Film löste eine Kontroverse aus, da Steve bei seiner Rückkehr ins Leben den Körper eines anderen Mannes übernimmt, möglicherweise ohne dessen Zustimmung, und es angedeutet wird, dass Diana dann mit Steve in diesem Körper Geschlechtsverkehr hatte. Diese Handlung wird von einigen Kritikern als Vergewaltigung des Mannes aufgefasst, da dieser zu diesem Zeitpunkt keine Kontrolle über seinen eigenen Körper hatte. Allgemein wird bemängelt, dass im Film auf die Problematik der Übernahme eines fremden Körpers nicht eingegangen wird.

### Auszeichnungen
Art Directors Guild Awards 2021
- Nominierung in der Kategorie „Fantasyfilm“ (Aline Bonetto)[29]

Costume Designers Guild Awards 2021
- Nominierung in der Kategorie „Science-Fiction- oder Fantasyfilm“ (Lindy Hemming)[30]

Critics’ Choice Movie Awards 2021
- Nominierung für die Besten visuellen Effekte[31]

Golden Reel Awards 2021
- Nominierung für den Besten Tonschnitt beim Underscoring
- Nominierung für den Besten Tonschnitt bei Effekten[32]

Goldene Himbeere 2021
- Nominierung als Schlechteste Neuverfilmung oder Fortsetzung
- Nominierung als Schlechteste Nebendarstellerin (Kristen Wiig)[33]

Make-Up Artists and Hair Stylists Guild Awards 2021
- Nominierung für die Besten Make-up-Spezialeffekte (Jan Sewell & Mark Coulier)[34]

MTV Movie & TV Awards 2021
- Nominierung als Beste Heldin (Gal Gadot)[35]

Nickelodeon Kids’ Choice Awards 2021
- Auszeichnung als Bester Film
- Nominierung als Beste Schauspielerin (Gal Gadot)
- Nominierung als Bester Schauspieler (Chris Pine)[36][37]

North Carolina Film Critics Association Awards 2021
- Nominierung für die Besten visuellen Effekte[38]

Screen Actors Guild Awards 2021
- Auszeichnung für das Beste Stuntensemble

Set Decorators of America Awards 2021
- Nominierung für das Beste Szenenbild in einem Science-Fiction- oder Fantasyfilm (Anna Lynch-Robinson & Aline Bonetto)[39]

## Fortsetzung
Im Januar 2019 verriet Patty Jenkins, dass die Handlung für einen dritten Wonder Woman-Film derzeit entwickelt wird. Jenkins gab an, dass der Handlungsbogen für die Heldin über drei Filme geplant worden sei und der nächste Film in der Gegenwart stattfinden würde. Zwei Tage nach dem US-amerikanischen Kinostart von Wonder Woman 1984 im Dezember 2020 wurde von Warner Bros. eine Fortsetzung angekündigt. Jenkins sollte erneut für die Regie und das Drehbuch verantwortlich sein, während Gal Gadot in der titelgebenden Rolle zurückkehrt. Im Dezember 2022 wurde hingegen bekannt, dass der dritte Film nicht realisiert wird.